# 吉田宪一郎
吉田宪一郎（日语：吉田憲一郎, 1959年10月20日—）是一位日本企业家，2018年4月起担任索尼总裁兼首席执行官。

## 生平
1959年出生于熊本县，1983年毕业于东京大学经济系，同年4月加入索尼。2000年他加入了索尼旗下的So-net工作。2013年他回到索尼本部担任副首席财务官，并于次年提拔为索尼首席财务官。2018年4月起担任索尼总裁兼首席执行官。